# Leśnica (Sudety Zachodnie)
Leśnica (niem. Stangeberg, 665 m n.p.m.) – góra w Południowym Grzbiecie Gór Kaczawskich, leżąca pomiędzy Łysą Górą a Grapą. Od Leśnicy odchodzi ku południowi boczny grzbiet ze Skibą i Polną, natomiast ku południowemu zachodowi grzbiet z Szybowcową Górą w Grzbiecie Małym. Zbudowana z zieleńców, diabazów i łupków zieleńcowych należących do metamorfiku kaczawskiego, w których występują żyły wulkanicznych porfirów. W większości porośnięta lasem świerkowym, niżej pola i łąki.